# Laccaria glabripes
Laccaria glabripes är en svampart som beskrevs av McNabb 1972. Laccaria glabripes ingår i släktet Laccaria och familjen Hydnangiaceae.   Inga underarter finns listade i Catalogue of Life.